# Andrew Goddard
Andrew Goddard (Perth, ...) è un chitarrista australiano.
È il chitarrista principale dei Karnivool, una band Progressive rock australiana, proveniente da Perth, formata anche da Ian Kenny (voce), Mark Hosking (chitarra secondaria), John Stockman (basso) e Steve Judd (batteria).
Andrew Goddard utilizza dal vivo chitarre Paul Reed Smith Custom 24 ed SE, testate Peavey 5150 e svariati pedali tra i quali il Boss GT-3, Boss Acoustic simulator, Boss Super Octave, Electro-Harmonix Memory Man Deluxe e Zvex Fuxx Factory (introdotto dal vivo dopo la registrazione di Sound Awake).
In studio ha utilizzato anche testate Marshall JCM 800, '73 Super Lead plexi, Bad Cat e chitarre Gibson Les Paul o Fender Telecaster.
Nel 2007 ha vinto i West Australian Music Industry Awards come miglior chitarrista.
Utilizza solitamente accordature abbassate o ibride tra cui la Half Drop B (BF#BGBE) usata soprattutto durante le registrazioni ed il tour di Themata.

## Discografia
- Karnivool (EP) - 1999
- Persona - 2001
- Themata - 2005
- Sound Awake - 2009
- Asymmetry - 2013